# Адидовце
Адидовце (словац. Adidovce) — село и одноимённая община в районе Гуменне Прешовского края Словакии. В письменных источниках начинает упоминаться с 1568 года.

## География
Село расположено в юго-восточной части края, в южной части Низких Бескид, на правом берегу реки Удавы, при автодороге 3839. Абсолютная высота — 201 метр над уровнем моря. Площадь муниципалитета составляет 20,77 км².

## Население
| Год:                | 1994 | 2004    | 2014    | 2024     |
| ------------------- | ---- | ------- | ------- | -------- |
| Количество человек: | 229  | 221     | 211     | 234      |
| Разница:            |      | −3,49 % | −4,52 % | +10,90 % |

По данным последней официальной переписи 2011 года, численность населения Адидовце составляла 202 человека.